# Joy (parfum)
Pour les articles homonymes, voir Joy.
Joy est un parfum de Jean Patou créé par Henri Alméras et lancé en 1930. Dans la foulée de la crise de 1929 qui empêche certaines clientes d'acheter des robes à la haute couture, il est présenté mondialement comme « le parfum le plus cher du monde », car son élaboration exige 10 600 fleurs de jasmin et 28 douzaines de  roses de Grasse.
En septembre 2018, le groupe LVMH annonce un partenariat stratégique avec le groupe possédant les parfums Jean Patou, Designer Parfums Ltd, assimilant des parts majoritaires dans le portefeuille Jean Patou. Dès l'annonce du partenariat, LVMH fait disparaître le légendaire Joy pour en réattribuer le nom à une nouveauté chez Dior.